# Phylidorea bicolor
Phylidorea bicolor là một loài ruồi trong họ Limoniidae. Chúng phân bố ở miền Cổ bắc.